# Sceloporus samcolemani
Sceloporus samcolemani är en ödleart som beskrevs av  Smith och HALL 1974. Sceloporus samcolemani ingår i släktet Sceloporus och familjen Phrynosomatidae. IUCN kategoriserar arten globalt som livskraftig. Inga underarter finns listade i Catalogue of Life.